# Cap dera Sèrra (Canejan)
El Cap dera Sèrra és una muntanya de 1.269 metres que es troba al municipi de Canejan, a la comarca de la Vall d'Aran.